# Natchez, Mississippi
Natchez är en stad (city) i Adams County i delstaten Mississippi i USA. Staden hade 14 520 invånare, på en yta av 42,49 km² (2020). Natchez är administrativ huvudort (county seat) i Adams County. Staden är belägen vid Mississippifloden. Den är en av Mississippidalens äldsta städer och grundades av fransmän 1716.
På nuvarande Natchez plats låg Fort Rosalie, som var grundlagt 1716 och ombyggt 1729, sedan det förstörts av natchezindianerna. Det var en fransk handels- och militärpost till 1763, då det övergick i brittisk ägo. Åren 1798–1802 samt 1817–1821 var Natchez huvudstad i Mississippiterritoriet, sedermera delstaten Mississippi.